# Operatie Mobilisatie

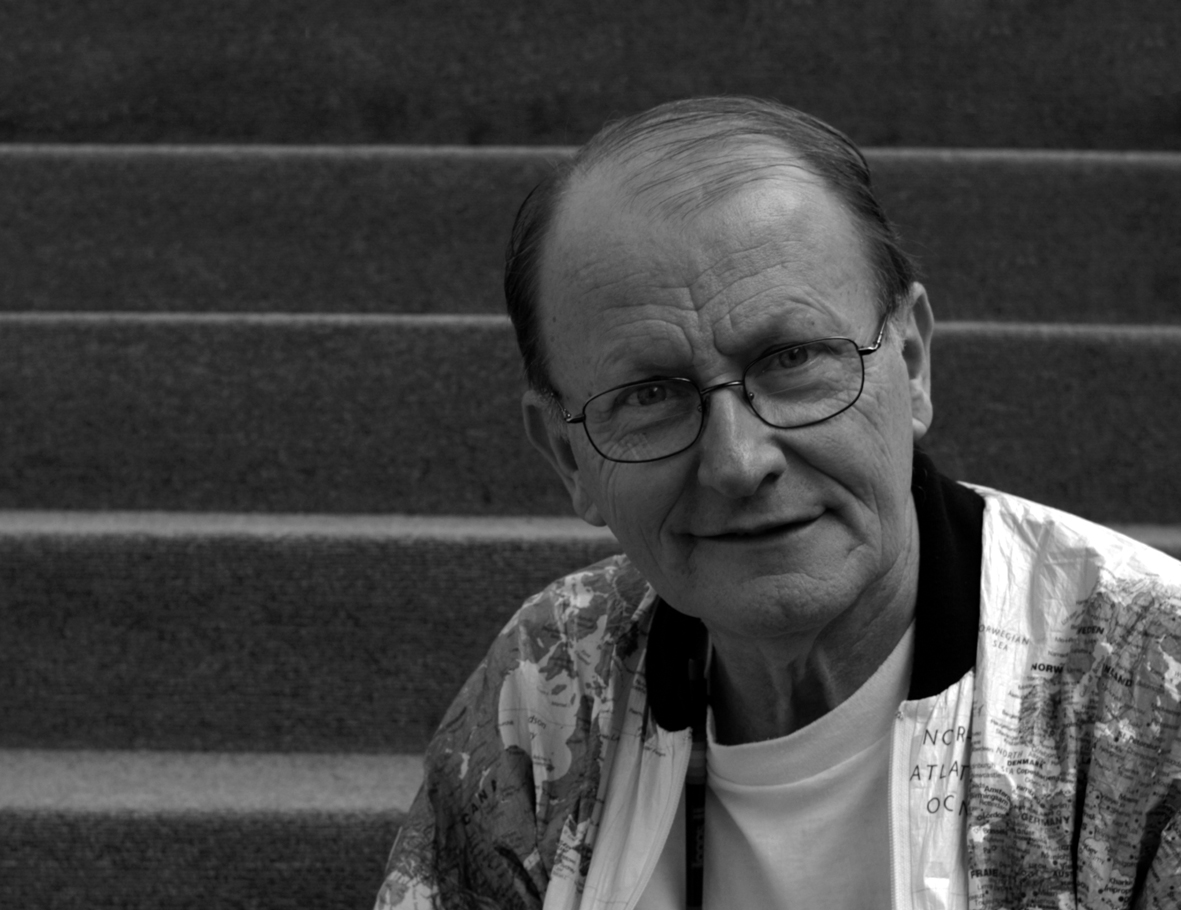
George Verwer

Operatie Mobilisatie (OM) is een internationale interkerkelijke christelijke organisatie die zich richt op de verspreiding van het christelijk geloof.
De organisatie werd in de jaren 1950 opgericht door de Amerikaan George Verwer. Nadat hij van een vrouw een bijbel had gekregen en een bijeenkomst met Billy Graham had bezocht, werd hij christen en voelde hij zich geroepen om het evangelie, de boodschap van het christelijk geloof, onder de aandacht van ongelovigen te brengen. Verwer trok met enkele vrienden naar Mexico om daar te evangeliseren. In 1961 werd de oversteek gemaakt naar Spanje met hetzelfde doel. Het hoofdkantoor van de organisatie in Europa bevond zich sinds 1964 in het Vlaamse Zaventem. Het Nederlandse kantoor van de is gevestigd in Nijkerk.
Aan het begin van de 21ste eeuw is Operatie Mobilisatie uitgegroeid tot een organisatie met meer dan 6.000 werknemers, waaronder circa 130 Nederlanders, die in 110 landen activiteiten ontplooit. Werkers trekken eropuit in groepen met verschillende nationaliteiten. De organisatie onderschrijft de Richtlijn kortetermijn uitzendingen van de Evangelische Zendingsalliantie. Sinds 1993 organiseert Operatie Mobilisatie ook jaarlijks de jongerenzendingsconferentie Teenstreet.

## Schepen
Operatie Mobilisatie reist over de wereld met schepen. Dit waren en zijn:
- Logos (oorspronkelijk het Deense schip Umanak). Aangekocht in 1970, vergaan in 1988.
- Doulos (oorspronkelijk Franca-C). Aangekocht in 1977. Het werd wegens de hoge kosten in 2009 uit de vaart genomen.
- Logos II (oorspronkelijk Antonio Lazaro uit Spanje). Aangekocht in 1989, voor de sloop verkocht in 2008.
- Logos Hope (oorspronkelijk Norröna uit Faeröer). Aangekocht in 2004, in de vaart vanaf 2008.
- Doulos Hope (oorspronkelijk Taipan). In de vaart vanaf 2023.

### Afbeeldingen

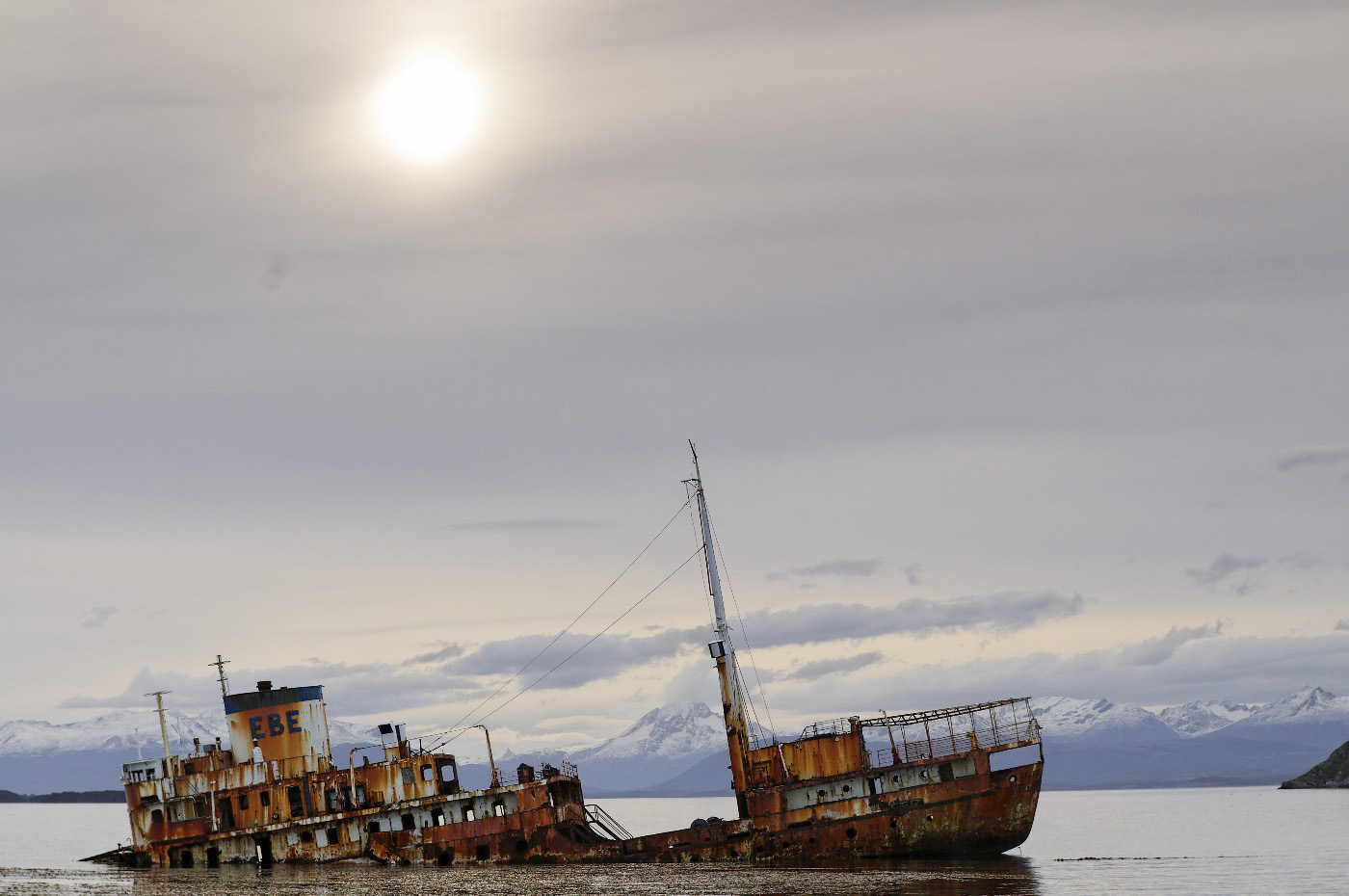
Het wrak van de eerste Logos
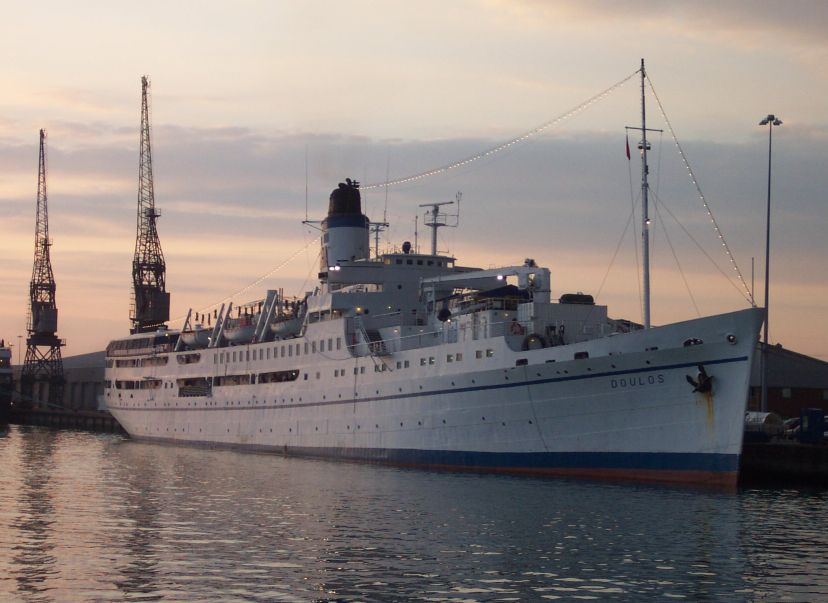
MV Doulos
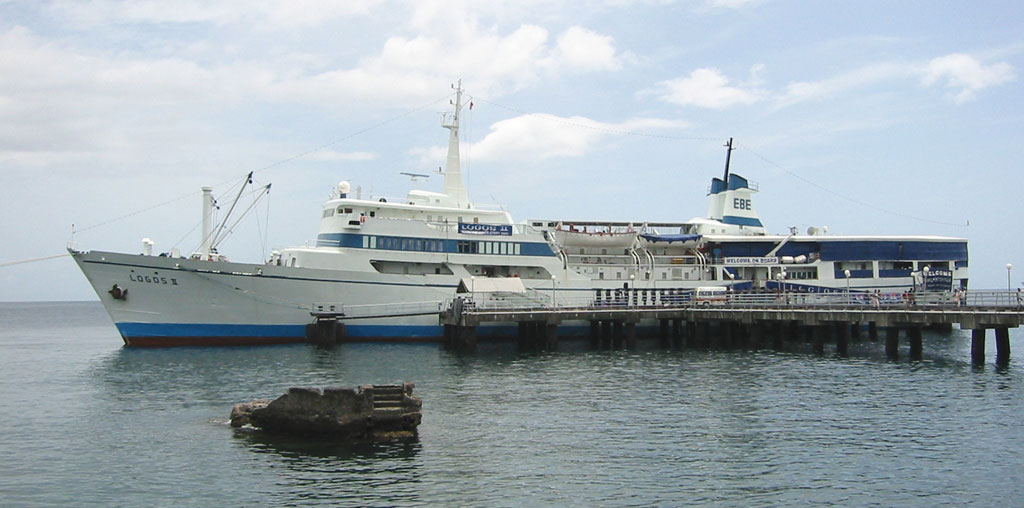
MV Logos II
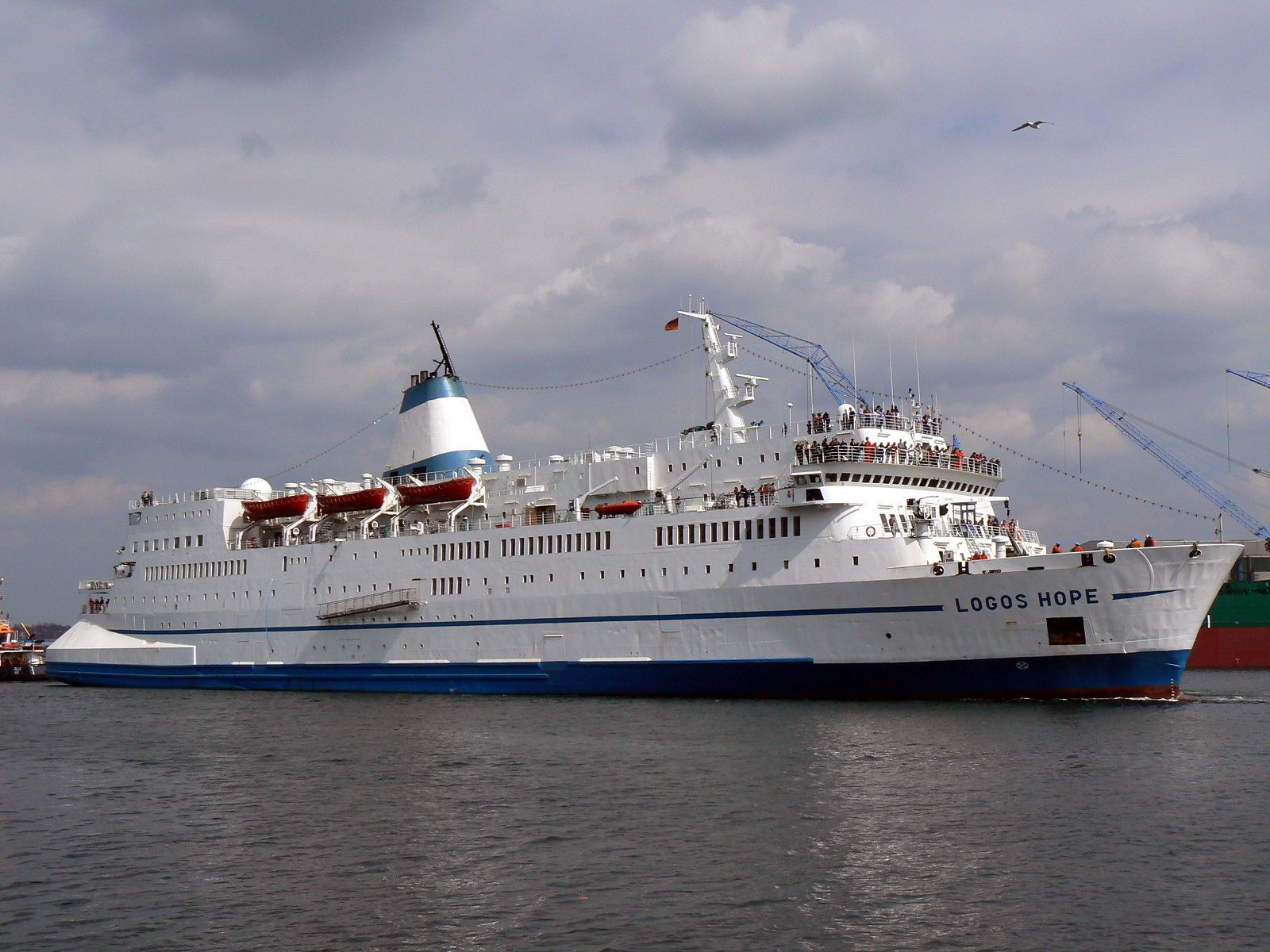
MV Logos Hope, 2008 in Kiel